# برتیل آنتونسون
برتیل آنتونسون (سوئدی: Bertil Antonsson؛ ۱۹ ژوئیه ۱۹۲۱ – ۲۷ نوامبر ۲۰۰۶) کشتی‌گیر اهل سوئد بود.
وی در مسابقات کشوری و بین‌المللی در مجموع برندهٔ ۵ مدال طلا، ۴ مدال نقره شده‌است.